# Andy Liu
Pour les articles homonymes, voir Liu.
Andrew Chiang-Fung Liu, né le 15 mars 1947 à Canton et mort le 26 mars 2024 à Edmonton, est un mathématicien canadien.

## Formation et carrière
Liu est né le 15 mars 1947 à Canton et fréquente le New Method College (en) à Hong Kong. Il fait ensuite ses études de premier cycle en mathématiques à l'université McGill, et obtient son doctorat en 1976 de l'Université de l'Alberta, sous la direction de Harvey Abbott, avec une thèse sur les hypergraphes .
Il dirige l'équipe canadienne aux Olympiades internationales de mathématiques en 2000 (Corée du Sud) et 2003 (Japon) et agit à titre de vice-président du Tournoi des villes (en).
Il est professeur émérite au Département des sciences mathématiques et statistiques de l'Université de l'Alberta.

## Prix et distinctions
- Prix David-Hilbert (1996).
- Pacific Institute for the Mathematical Sciences Educational Prize, (2010)[7].
- Prix Deborah et Franklin Tepper-Haimo de la Mathematical Association of America (2004)[8].
- Prix Adrien Pouliot de la Société mathématique du Canada (2003)[9].
- Prix d'enseignement distingué de la section nord-ouest du Pacifique de la Mathematical Association of America (2002)[10].
- Professeur universitaire canadien de l'année, Conseil canadien pour l'avancement de l'éducation et Conseil pour l'avancement et le soutien de l'éducation (en) (1998)[3].
- Distinguished Educators Award, Institut d'études pédagogiques de l'Ontario (1998)[3].

## Publications
- 2001 Hungarian Problem Book III (1929–1943), Mathematical Association of America
- 1998 Chinese Mathematics Competitions and Olympiads Book 1 (1981-1993), Australian Mathematics Trust
- 2005 Chinese Mathematics Competitions and Olympiads Book 2 (1993-2001), Australian Mathematics Trust
- 2008 The Alberta High School Math Competitions (1957–2006), Mathematical Association of America
- 2009 Problems from Murray Klamkin, Mathematical Association of America, avec Bruce Shawyer
- 2009 International Mathematics Tournament of the Towns Book (2002-2007), Australian Mathematics Trust, avec Peter Taylor
- 2011 Hungarian Problem Book IV (1947–1963), Mathematical Association of America, avec Robert Barrington-Leigh
- 2014 Upper Elementary School Mathematics, Chiu Chang Mathematics Publishers, Taipei
- 2014 Classical Geometry, Wiley, avec Ed Leonard, Ted Lewis et George Tokarsky
- 2015 Arithmetical Wonderland, Mathematical Association of America
- 2016 Soviet Union Mathematical Olympiad (1961–1992), Mathematical Association of America
- 2018 Chinese Mathematics Competitions and Olympiads Book 3 (2001-2009), Australian Mathematics Trust, avec Yunhao Fu et Zhichao Li
- 2018 S.M.A.R.T. Circle Overview, Springer Nature
- 2018 S.M.A.R.T. Circle Projects, Springer Nature
- 2018 S.M.A.R.T. Circle Minicourses, Springer Nature
- 2020 The Puzzles of Nobuyuki Yoshigahara, Springer Nature, avec George Sicherman et Takayuki Yoshigahara
- 2020 Grade Five Competition from the Leningrad Mathematical Olympiad, Springer Nature, avec Kseniya Garaschuk
- 2021 Solomon Golomb’s Course in Undergraduate Combinatorics, Spring Nature, avec Solomon Golomb.